# Semaeopus simplicilinea
Semaeopus simplicilinea är en fjärilsart som beskrevs av Louis Beethoven Prout 1920. Semaeopus simplicilinea ingår i släktet Semaeopus och familjen mätare. Inga underarter finns listade i Catalogue of Life.